# Cazengo Municipality
Cazengo Municipality är en kommun i Angola.   Den ligger i provinsen Cuanza Norte, i den nordvästra delen av landet, 180 kilometer öster om huvudstaden Luanda.
I omgivningarna runt Cazengo Municipality växer huvudsakligen savannskog. Runt Cazengo Municipality är det ganska glesbefolkat, med 23 invånare per kvadratkilometer.